# Assaad Kamal al-Hachémi
 (octobre 2021).
Assaad Kamal al-Hachémi est le ministre de la Culture de l'Irak dans le gouvernement al-Maliki mai 2006. Il est kurde et adhérent du Front d'accord irakien qui s'était constitué en vue des élections de décembre 2005.
Ancien imam d'une mosquée sunnite, il est accusé d'activités terroristes en juin 2007 sur les aveux de deux détenus qui le présentent comme le commanditaire de l'assassinat de deux des fils du député Mithal Alloussi. Ce dernier, à la télévision, reproche au premier ministre Nouri al-Maliki de bloquer l'enquête. Le gouvernement finit par donner le feu vert à son arrestation. Les forces de police irakiennes, appuyée par le contingent américain, encerclent la résidence d'Assaad Kamal al-Hachémi et arrêtent ses 42 gardes du corps. Le ministre échappe quelque temps aux recherches en s'abritant dans un hôtel de la zone verte de Bagdad gardé par les mercenaires péruviens d'une société militaire privée sous tutelle américaine : la famille du député accuse les États-Unis de protéger un criminel. En août 2008, Assaad Kamal al-Hachémi, toujours introuvable, est condamné à mort par contumace pour participation au meurtre. Mithal Alloussi est convaincu qu'on s'en est pris à sa famille à cause de ses bonnes relations avec Israël. Le mandat d'arrêt contre Assaad Kamal al-Hachémi entraine le retrait du bloc sunnite du gouvernement irakien,. 